# Diplomatischer Apparat der Georg-August-Universität Göttingen

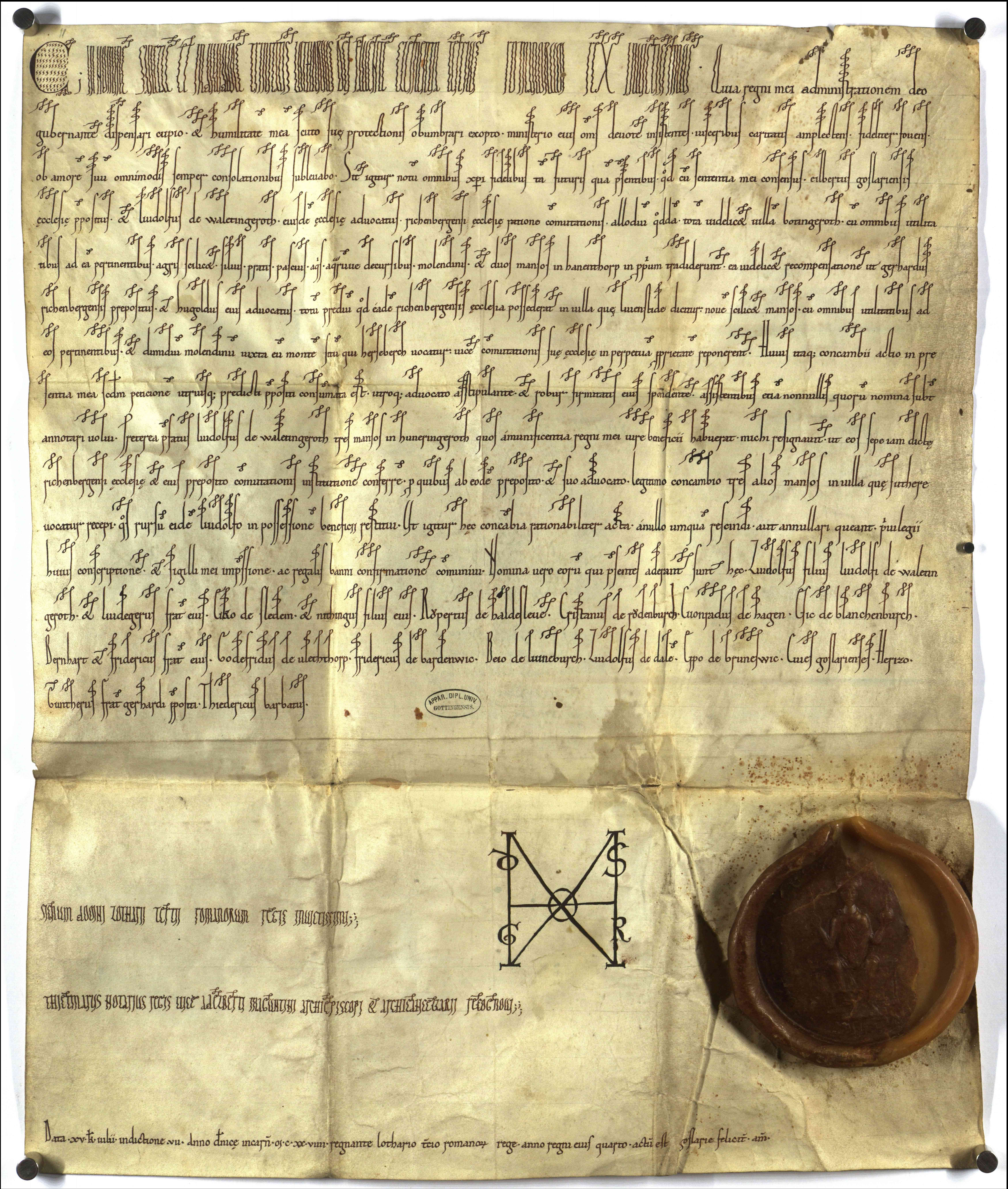
Urkunde König Lothars III. für Riechenberg 1129 (App. dipl. Goett. 25)

Der Diplomatische Apparat (Latein: Apparatus diplomaticus) ist eine wissenschaftliche Einrichtung der Georg-August-Universität Göttingen, dessen Anfänge bis in das 18. Jahrhundert zurückreichen. Er umfasst über 1500 Schriftzeugnisse aus dem spätantiken, mittelalterlichen und neuzeitlichen Europa sowie dem asiatischen Raum. Die Dokumente sind in verschiedenen historischen Stufen des Lateinischen, Deutschen, Altgriechischen, Hebräischen, Arabischen, Persischen, Türkischen, Koptischen, Tamilischen und Singhalesischen abgefasst. Der Göttinger Diplomatische Apparat ist die größte Sammlung von Originalen, die an einer deutschen Universität für die Lehre der Historischen Grundwissenschaften, insbesondere der Diplomatik und Paläographie, zur Verfügung steht und in Benutzung ist.

## Name
Die Bezeichnung Diplomatischer Apparat leitet sich von der wissenschaftlichen Urkundenlehre (Diplomatik) und dem Fachausdruck Apparat für eine Zusammenstellung von Hilfs- und Lehrmitteln im akademischen Bereich her. „Diplomatisch“ beschrieb bis zu Beginn des 19. Jahrhunderts auch die praktische Anwendung von Kenntnissen der Urkundenlehre durch Staatsrechtler und Verwaltungsbeamte, da viele mittelalterliche Urkunden (Diplome) bis in das 19. Jahrhundert hinein gültige Rechtstitel waren.

## Geschichte

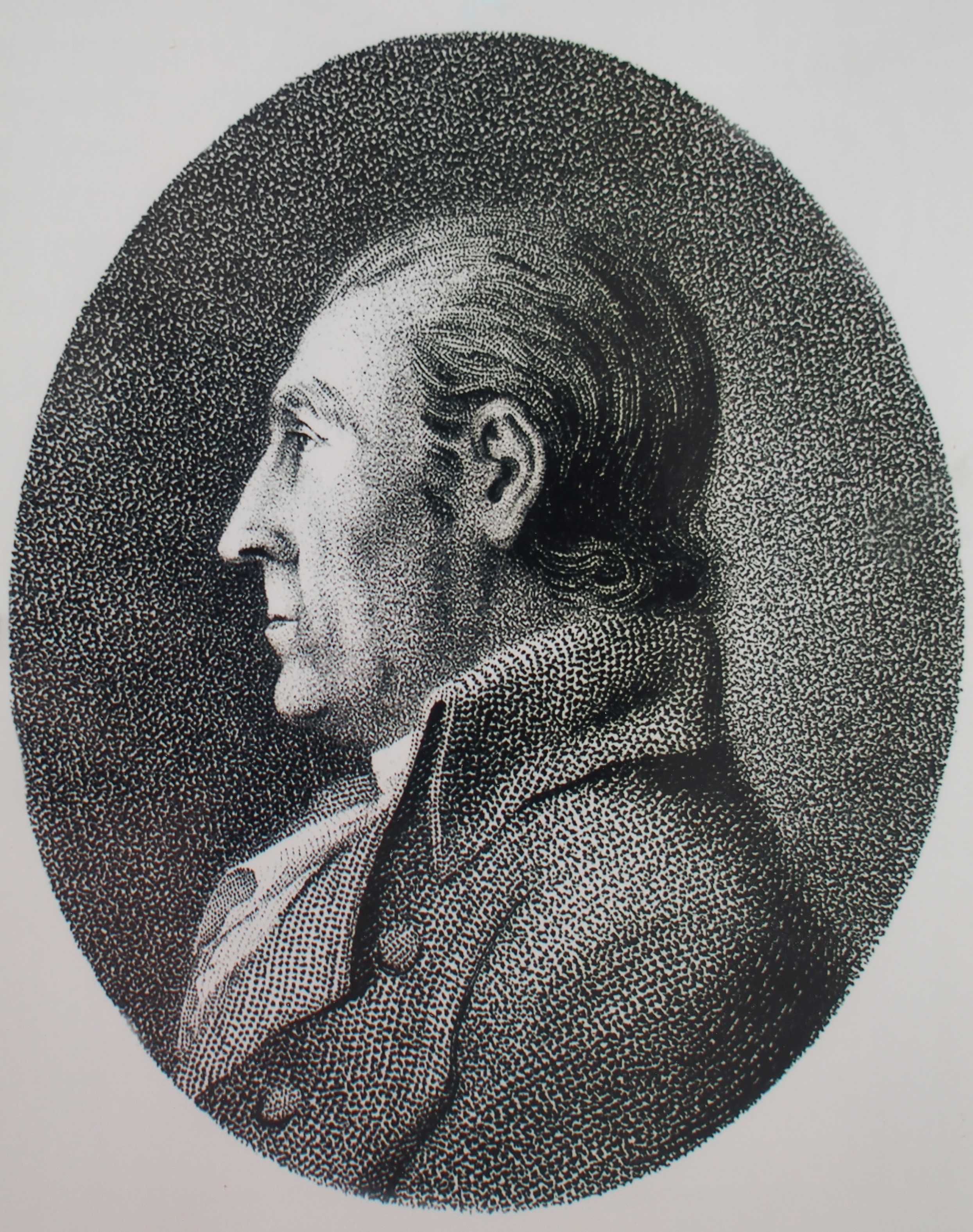
Johann Christoph Gatterer (1727–1799)

An der 1735 gegründeten Reformuniversität Göttingen hielt von Beginn an Johann David Koehler (1684–1755) als Professor für Geschichte auch Vorlesungen über die „Doctrina diplomatica“. Sein Nachfolger, der 1759 als Professor für Philosophie und Geschichte berufene Johann Christoph Gatterer (1727–1799), legte sein Hauptaugenmerk auf die Historischen Hilfswissenschaften (dieser Begriff wird seit 1765 in Göttingen verwendet), wobei die Diplomatik und die damit verbundene „diplomatische Schriftkunde“ (Paläographie) im Zentrum standen. Gatterer brachte sein eigenes „Diplomatisches Cabinet“ mit an die Universität, eine Urkundensammlung, die er im Laufe seiner Göttinger Lehrtätigkeit ständig erweiterte. Für die Lehre wurden ihm zudem Urkunden des königlich-kurfürstlichen Archivs in Hannover überlassen. Gatterer hinterließ sein „Diplomatisches Cabinet“ seinem Sohn Christoph Wilhelm Jacob Gatterer (1759–1838), der als Professor in Heidelberg lehrte. Es bildet den Grundstock des sogenannten „Gatterer-Apparates“, der sich seit 1997 teilweise im Landesarchiv Speyer befindet.
Gatterers Nachfolger, der Jurist Carl Traugott Gottlob Schönemann (1765–1802), legte eine neue Lehrsammlung an, die die Regierung in Hannover auf Empfehlung des Universitätskuratoriums 1802 aus Schönemanns Nachlass für die Universität Göttingen erwarb. Die Sammlung bestand aus 66 Originalurkunden aus dem 13. bis 17. Jahrhundert, darunter 12 Papsturkunden, die vornehmlich aus dem Göttinger Raum und dem Braunschweiger Stift St. Cyriacus stammten. Hinzu kamen Pergamentfragmente, Papierurkunden, Briefe, spätmittelalterliche Handschriften, Kupferstiche von Urkunden und eine Siegelsammlung. Sie bildet bis heute den Grundstock des Diplomatischen Apparates, der später durch weitere Ankäufe und Schenkungen Göttinger Professoren erweitert wurde.
Thomas Christian Tychsen (1758–1834) nutzte die Chance, um nach der 1810 verfügten Auflösung der Stifte und Klöster im Königreich Westphalen aus deren Urkundenbeständen mehrere hundert Urkunden für den Diplomatischen Apparat zu requirieren, die jedoch nach 1815 bis auf wenige Exemplare restituiert werden mussten. Aus dem Nachlass Tychsens wurden in den Diplomatischen Apparat 72 mittelalterliche Urkunden, darunter solche aus dem Abdinghofkloster in Paderborn, und das Psalterium (App. dipl. Goett. 2 E) übernommen.

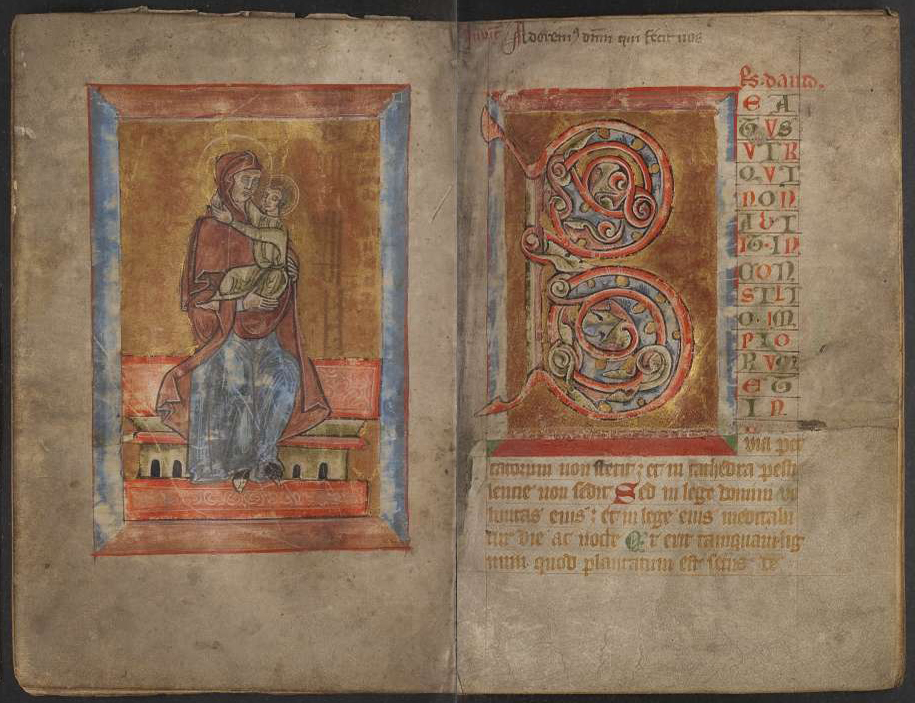
Mittelalterliches Psalterium (App. dipl. Goett. 2 E, fol. 7v-8r)

Von 1835 bis zu seiner Relegation von der Universität 1837 lehrte Jacob Grimm (1785–1863) die Diplomatik und vermachte der Sammlung einzelne Handschriftenfragmente aus seinem Privatbesitz. Adolph Friedrich Heinrich Schaumann (1809–1882) schuf die lithographischen „Göttinger Schrifttafeln“, die als paläographisches Hilfsmittel im Lehrbetrieb der deutschen Universitäten weit verbreitet waren. Er akzessionierte über 150 Urkunden des 12. bis 16. Jahrhunderts aus dem ehemaligen Augustinerchorherrenstift Riechenberg bei Goslar, die bis dahin unverzeichnet in der Universitätsbibliothek gelagert hatten. Ebenfalls in den Diplomatischen Apparat aufgenommen wurden Urkunden aus dem Nachlass des Göttinger Justizrats Friedrich Christian Bergmann (1785–1845). Unter Wilhelm Konrad Hermann Müller (1812–1890) erfolgten weitere Zukäufe, allerdings mussten 1851 unter anderem zwei Urkunden Heinrichs des Löwen aus dem Riechenberger Bestand an das Königliche Archiv in Hannover abgetreten werden. Ernst Steindorff (1839–1895) erwarb 1884 zwölf venezianische Urkunden für den Diplomatischen Apparat und richtete eine umfangreiche Handbibliothek mit den wichtigsten paläographischen und diplomatischen Tafelwerken ein. Paul Fridolin Kehr (1860–1944) erweiterte diese um seltene Tafelwerke früher Papsturkunden, da sein Projekt der Regesta Pontificum Romanorum zeitweilig eng mit dem Diplomatischen Apparat verbunden war. 1906 kamen aus der Sammlung des Berliner Bankiers Alexander Meyer Cohn (1853–1904) über die Preußische Regierung zehn Papsturkunden und sieben Notariatsinstrumente des ehemaligen Zisterzienserklosters Brondolo in Venetien aus dem 13. Jahrhundert hinzu. 1923 schenkte schließlich der Göttinger Mittellateiner Wilhelm Meyer (1845–1917) 273 vornehmlich neuzeitliche Urkunden italienischer und deutscher Provenienzen, darunter 35 Papsturkunden des 16. bis 19. Jahrhunderts. Seither kamen nur noch wenige Einzelstücke in die Sammlung, unter anderem eine der ältesten im Original überlieferten Weiheurkunden von 1275 für das Kloster Werden an der Ruhr (App. dipl. Goett. Urk. 496).

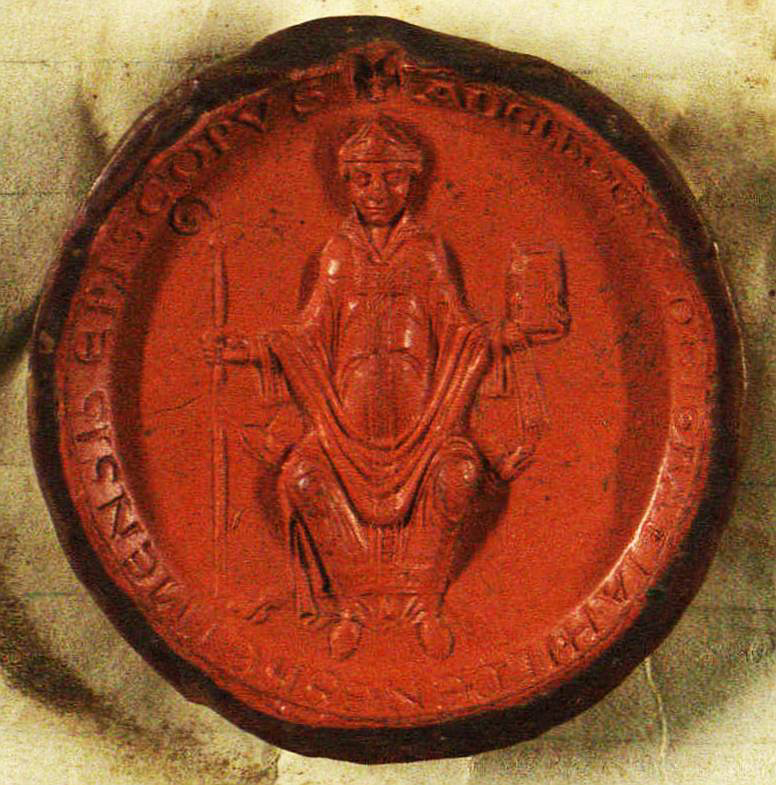
Siegel Bischof Adelogs von Hildesheim 1178 (App. dipl. Goett. 64)

1926 erhielt der Göttinger Bibliotheksrat Alfred Hessel (1877–1939) eine Honorarprofessor für die Lehre der Historischen Hilfswissenschaften. Er wurde 1935 wegen seiner jüdischen Abstammung seines Amtes enthoben und zwangsweise in den Ruhestand versetzt. Die Bibliothek des Diplomatischen Apparates wurde während des Zweiten Weltkrieges ausgelagert, wobei es im September 1945 zu erheblichen Verlusten kam. 2007 wurde der Diplomatische Apparat, der seit 1967 die Zusatzbezeichnung „Institut für Historische Hilfswissenschaften“ führte, als „Betriebseinheit“ der Philosophischen Fakultät aufgelöst. Er wird seither durch das Seminar für Mittlere und Neuere Geschichte verwaltet und von Hedwig Röckelein, von 1999 bis 2022 Professorin für Mittlere und Neuere Geschichte in Göttingen, geleitet. 2012 zog der Diplomatische Apparat in das neu errichtete Kulturwissenschaftliche Zentrum (KWZ) der Georg-August-Universität im Heinrich-Düker-Weg 14. Die folgenden Jahre standen unter dem Zeichen der Konservierung und Digitalisierung der Bestände des Diplomatischen Apparates. 2013 wurden die Urkunden, Handschriften und Fragmente vollständig digitalisiert und online über Monasterium.net bereitgestellt, 2016 die Originalsiegel digitalisiert.

## Leiter des Diplomatischen Apparats seit 1759

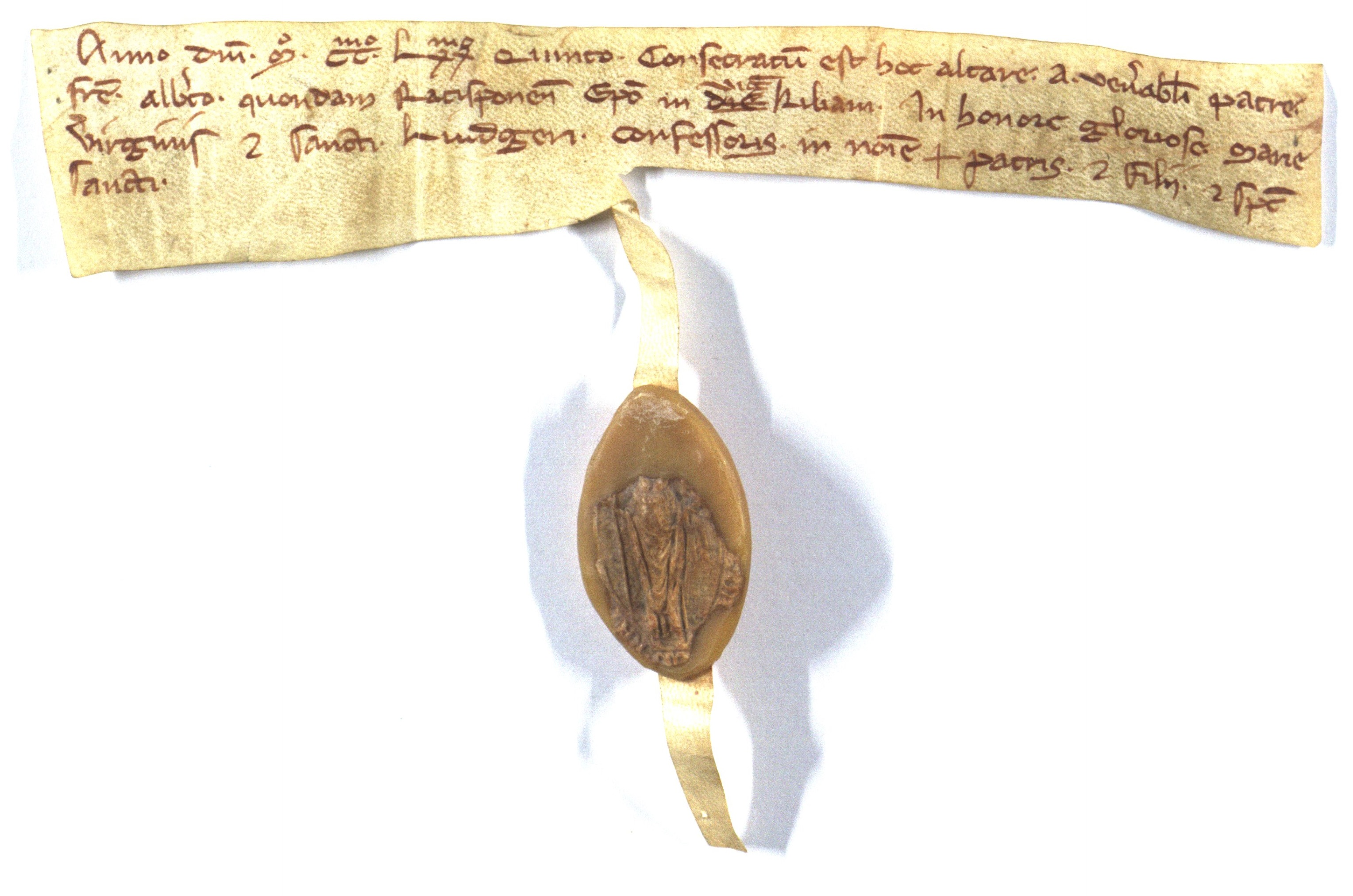
Weiheurkunde für das Kloster Werden an der Ruhr 1275 (App. dipl. Goett. 496)

| 1759–1799    | Johann Christoph Gatterer           |
| 1799–1802    | Carl Traugott Gottlob Schönemann    |
| 1802–1834    | Thomas Christian Tychsen            |
| 1835–1837    | Jacob Grimm                         |
| 1840–1847    | Adolph Friedrich Heinrich Schaumann |
| 1847–1874    | Wilhelm Konrad Hermann Müller       |
| 1874–1895    | Ernst Steindorff                    |
| 1891–1913    | Wilhelm Meyer (Mitdirektor)         |
| 1895–1903    | Paul Fridolin Kehr                  |
| 1908–1936/45 | Karl Brandi                         |
| 1924–1935    | Alfred Hessel (Mitdirektor)         |
| 1939–1940    | Hans-Walter Klewitz                 |
| 1945–1949    | Leonid Arbusov                      |
| 1949–1963    | Percy Ernst Schramm                 |
| 1964         | Hermann Heimpel                     |
| 1964–1976    | Hans Goetting                       |
| 1977–1997    | Matthias Thiel                      |
| 1997–2007    | Wolfgang Petke                      |
| 2007–2023    | Hedwig Röckelein                    |
| seit 2023    | Anne Greule                         |

## Bestände

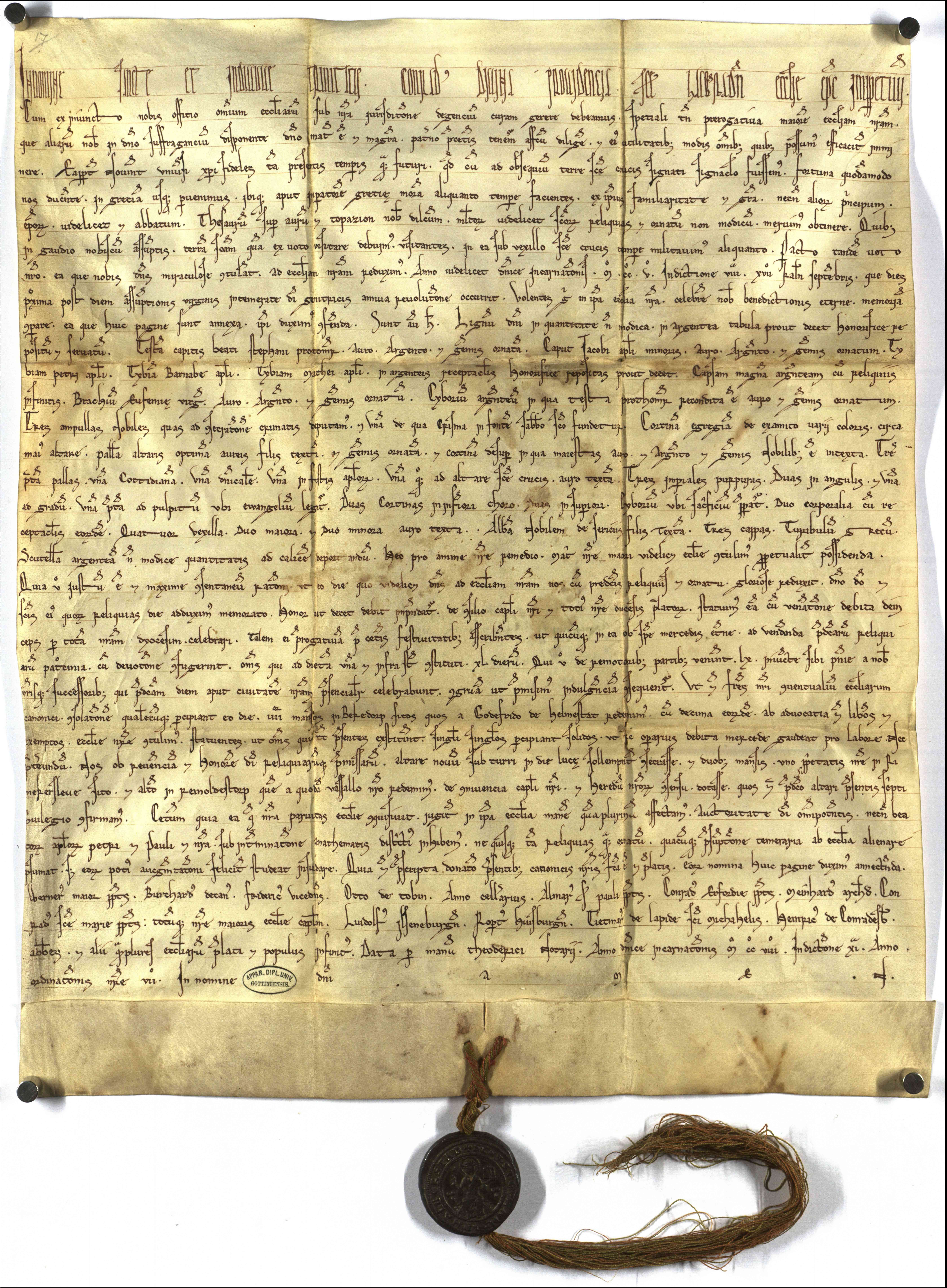
Schenkungsurkunde Bischof Konrads für den Halberstädter Dom 1208 (App. dipl. Goett. 78)

Im September 2017 umfasste der Diplomatische Apparat 960 Urkunden (die ältesten aus dem 11. Jahrhundert), 548 Pergament- und Papierfragmente (die ältesten aus dem 9. Jahrhundert) sowie vier Codices. Außerdem besitzt er eine Wachstafel, zwei Palmblatthandschriften und mehrere Papyri. Die Siegelsammlung umfasst 67 lose Originalsiegel, 144 Siegelabgüsse und eine Kollektion frühneuzeitlicher Briefsiegel. Letztere wird ergänzt durch eine Leihgabe des Städtischen Museums Göttingen, bestehend aus einer umfangreichen Sammlung von Briefsiegeln des 18. und 19. Jahrhunderts. Neben den Originalen stehen ein großer Bestand an urkundlichen und paläographischen Tafelwerken sowie eine Spezialbibliothek von ca. 5700 Bänden und sechs laufenden Fachzeitschriften zur Verfügung.

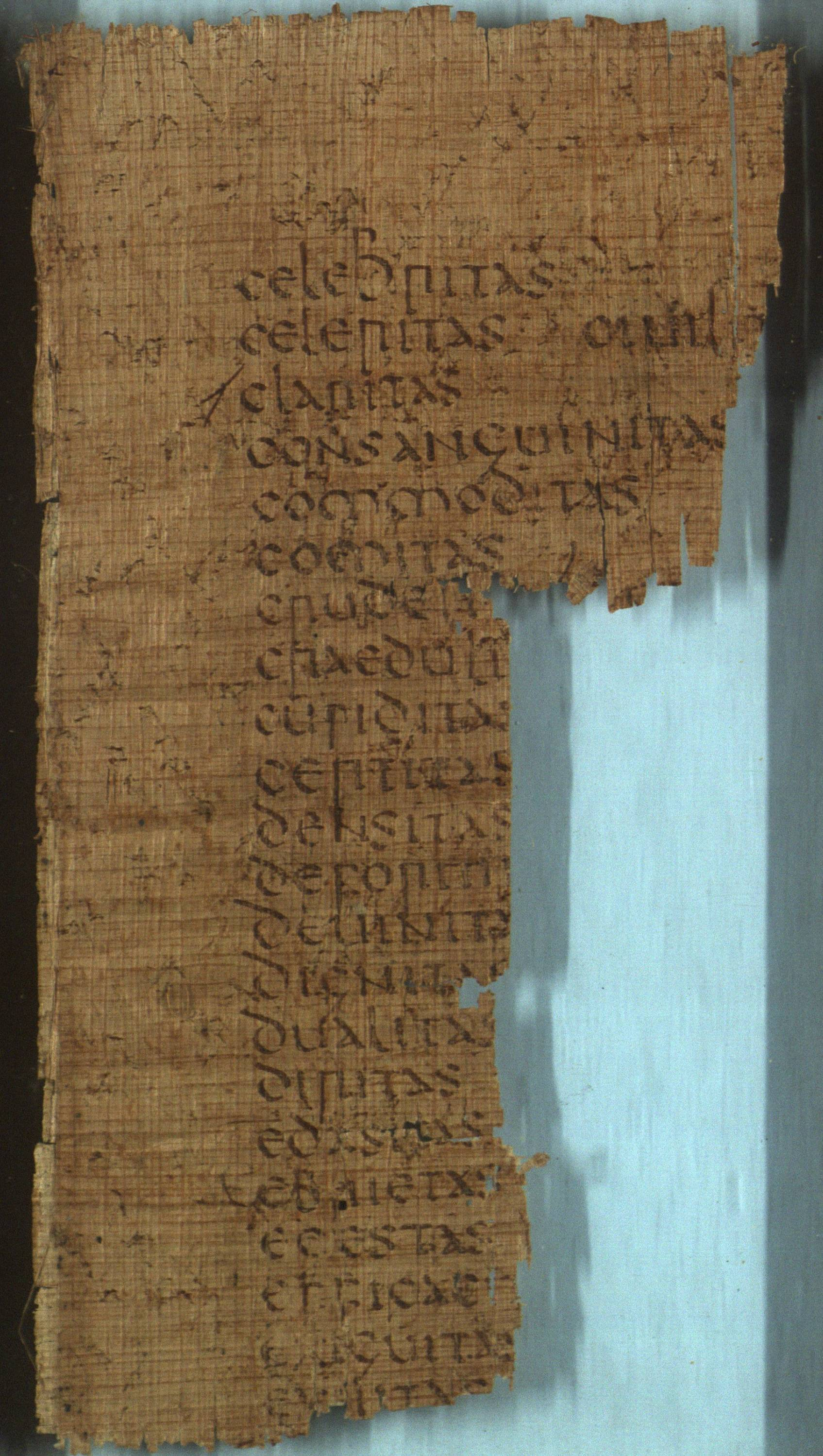
Papyrus-Fragment eines Wörterbuchs aus dem 6. Jahrhundert (App. Dipl. Goett. 8 C)

Zum Urkundenbestand gehören 13 mittelalterliche Königsurkunden und 32 mittelalterliche Papsturkunden. Die älteste echte Urkunde ist ein Diplom von 1129, ausgestellt von König Lothar III. für das Augustiner-Chorherrenstift Riechenberg (App. dipl. Goett. Urk. 25). Besondere Aufmerksamkeit findet App. dipl. Goett. Urk. 78, eine Schenkungsurkunde Bischof Konrads von Krosigk für den Halberstädter Dom aus dem Jahr 1208. Sie wird dort gewissermaßen als ‚Gründungsurkunde‘ des Halberstädter Domschatzes seit 2008 in einer Video-Schau gezeigt. Zur Geschichte der Stadt Göttingen besitzt der Apparat 125 Urkunden, die aus dem 14. bis 18. Jahrhundert stammen.

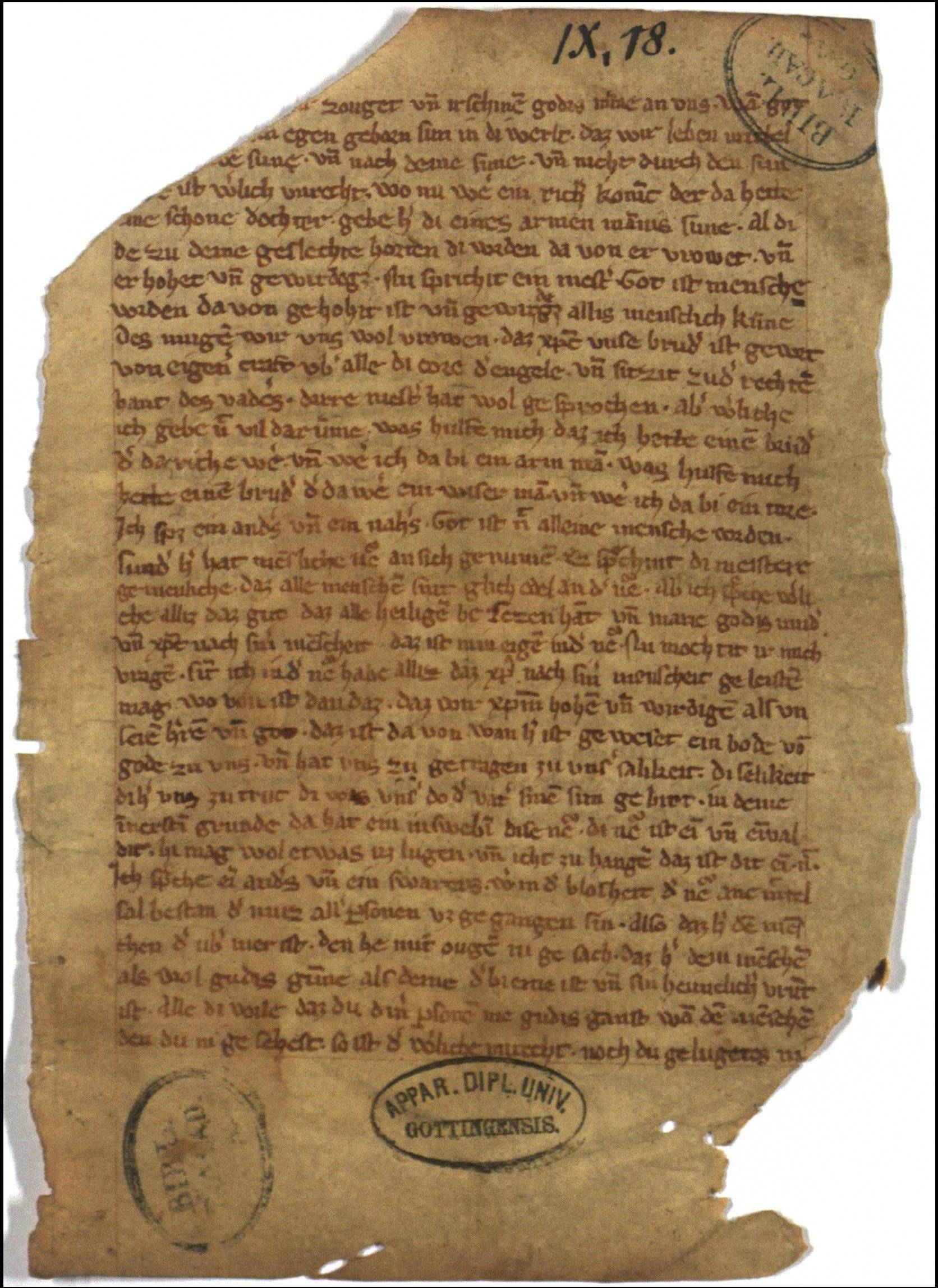
Fragment von Predigten Meister Eckharts aus dem ersten Viertel des 14. Jahrhunderts (App. Dipl. Goett. 10 E IX, 18)

Die Fragmentensammlung entstand wohl größtenteils durch Funde bei Umbindearbeiten älterer Bücher in der Göttinger Universitätsbibliothek. Die Fragmente sind zum großen Teil noch unerschlossen. Unter ihnen befinden sich einige Zimelien. Aus dem Bestand der Universität Helmstedt, die 1810 aufgelöst wurde, gelangten zwei Papyrus-Fragmente (App. dipl. Goett. 8 C) in den Diplomatischen Apparat, die im 6. Jahrhundert mit einem griechisch-lateinischen Wörterbuch beschriftet wurden. Ein weiteres Papyrus-Fragment (App. dipl. Goett. 8 B) konnte mit Hilfe der Kollegen aus dem Seminar für Ägyptologie und Koptologie 2013 als ein Fund aus einem Mumiengrab bei Theben identifiziert werden; es entstand um 1000 v. Chr. und enthält einen Auszug aus einem ägyptischen Totenbuch. Das Fragment App. dipl. Goett. 10 E IX, 18 wurde vor wenigen Jahren durch germanistische Fachkollegen als Überbleibsel einer Handschrift von Predigten Meister Eckharts (um 1260–1328) erkannt (Predigt 5b nach Quint), die im ersten Viertel des 14. Jahrhunderts – noch zu Lebzeiten des berühmten Mystikers – geschrieben wurde.

## Benutzung
Die Bestände des Diplomatischen Apparates können auf Anfrage für die Lehre genutzt und für die Forschung eingesehen werden. Die Bibliothek ist über den Göttinger Universitätskatalog (GUK) vollständig katalogisiert und kann in der Bereichsbibliothek des Kulturwissenschaftlichen Zentrums (BBK) als Präsenzbestand benutzt werden. Die Tafelwerke sind sekretiert und können auf Anfrage für die Lehre ausgeliehen werden.